# Secrets (Tiësto & KSHMR)
Secrets is een nummer van de Nederlandse dj Tiësto en de Amerikaanse dj KSHMR uit 2015, met vocalen van de Australische zangeres Vassy.
Het nummer werd een klein hitje in Nederland, België, Frankrijk, Zwitserland en Scandinavië. In de Nederlandse Top 40 haalde "Secrets" de 26e positie, en in Vlaanderen haalde het de 28e positie in de Tipparade.